# Orquesta de Minnesota

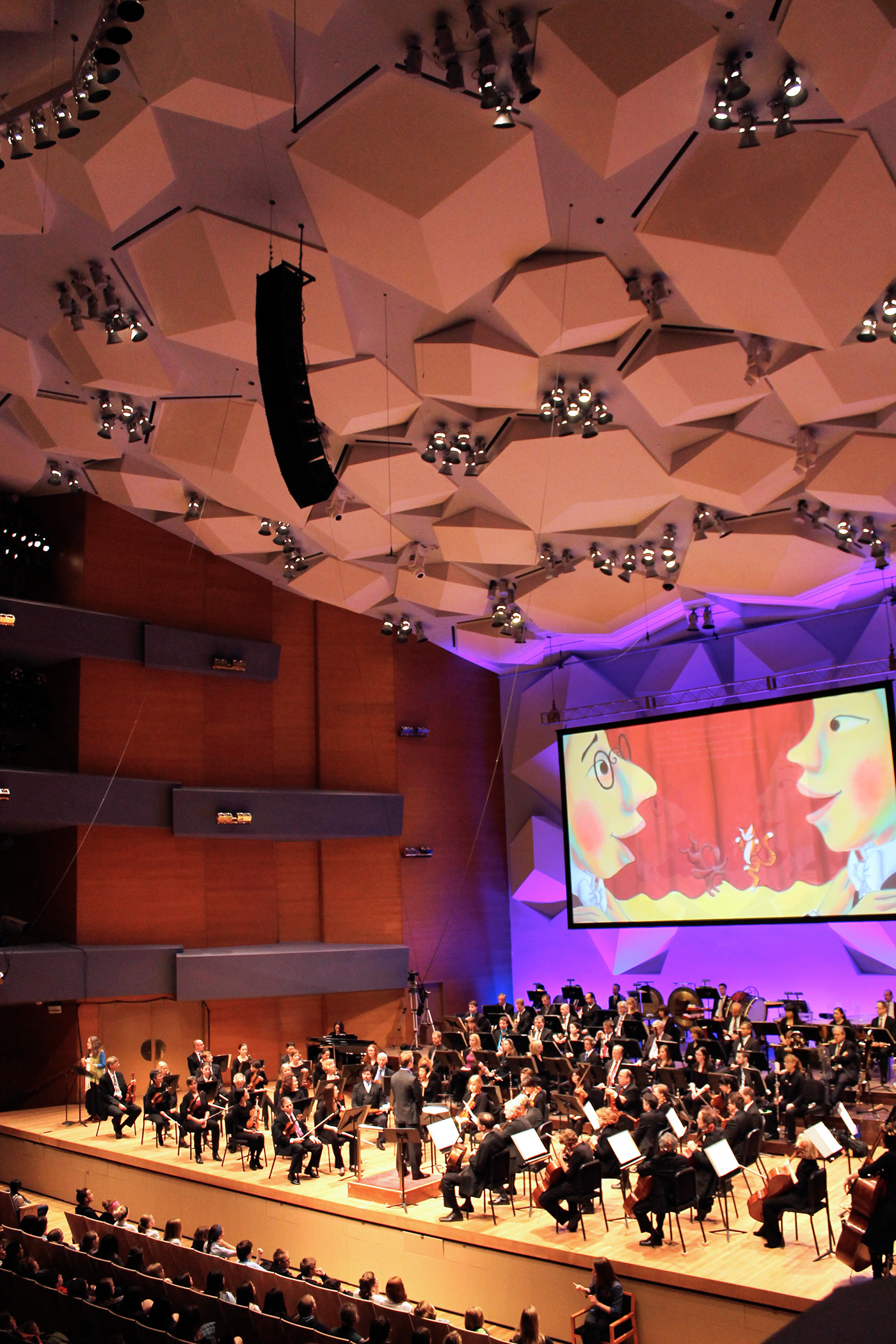
Orchestra Hall de la Orquesta de Minnesota.

La Orquesta de Minnesota es una orquesta estadounidense con sede en Mineápolis, Minnesota. Fundada en 1903, la Orquesta de Minnesota interpreta la mayoría de sus conciertos en el Orchestra Hall de Mineápolis.
Osmo Vänskä es el director musical. Andrew Litton es el director artístico de la del festival anual de conciertos Sommerfest, y Stanislaw Skrowaczewski es Director Honorífico.

## Historia
Emil Oberhoffer fundó la orquesta como Minneapolis Symphony Orchestra en 1903, y dio su primer concierto el 5 de noviembre de ese año. En 1968, la orquesta cambió su nombre por el de Minnesota Orchestra. Tiene su sede en el Orchestra Hall situada en el centro de Minneapolis, que fue construido para el conjunto de 1974. La sala anterior de la orquesta, desde 1929, fue el Northrop Memorial Auditorium ubicado en el campus de Minneapolis de la Universidad de Minnesota.

### Problemas financieros
En 2007, los activos de la Orquesta de Minnesota activos comenzaron a declinar, tendencia exacerbada por la crisis financiera de 2007-2008. En agosto de 2008, los activos invertidos de la Asociación de la Orquesta de Minnesota totalizaron 168,5 millones USD, 13% menos que los 192,4 millones USD que la Asociación había proyectado en su Plan Estratégico de 2007. En el año fiscal 2009, la junta directiva de la Orquesta de Minnesota «vendió $28.7 millones de dólares en acciones con cerca de $14 millones de pérdidas».
Durante 2009 y 2010, la junta de la orquesta elaboró un presupuesto equilibrado y acudió al endeudamiento para cubrir los déficits operativos. En aquel entonces, estaba intentando conseguir $16 millones de dólares en bonos estatales para la renovación del Orchestra Hall y Peavey Plaza. La orquesta publicó los déficits operativos de $2,9 millones en 2011 y $6 millones en 2012.

### Cierre patronal de 2012-2014
El 1 de octubre de 2012, la Asociación de la Orquesta de Minnesota (consejo de administración de la orquesta) declaró el cierre patronal de la orquesta, los músicos y canceló los conciertos desde 18 de noviembre, tras no llegar a un nuevo acuerdo de negociación colectiva. El ministerio de agricultura señaló que el gasto en salarios y prestaciones condujo al agotamiento de los fondos de la organización, y que los costes laborales deberían reducirse 5 millones USD al año. Los músicos y su unión sostuvieron que los recortes propuestos eran tan profundos y severos que representaban una amenaza existencial para el futuro de la orquesta.
La temporada 2012-13 entera fue cancelada. Durante el cierre patronal, los músicos periódicamente presentaron conciertos por su cuenta, En diciembre de 2012, Vänskä envió una carta a la junta de directores y a los músicos en advertencia de que el bloqueo estaba causando graves daños a la reputación de la orquesta en el país y en el extranjero. El 30 de abril de 2013, Vänskä dijo que dimitiría si el bloqueo continuaba: «debo aclarar que en el caso de que Carnegie Hall decida cancelar los conciertos de la Orquesta de Minnesota del mes de noviembre, es decir, si se pierde la confianza en nuestra capacidad para tocar ... entonces me veré obligado a dimitir». Llevó a cabo su amenaza el 1 de octubre de 2013, dimitiendo con efecto inmediato.
En 4 y 5 de octubre, Vänskä dirigió tres conciertos con la orquesta afectada por el cierre patronal en la Sala de conciertos Ted Mann de la Universidad de Minnesota; Emanuel Ax como solista en conciertos de piano de Mozart y Beethoven, y el programa terminó con la suite El pájaro de fuego de Stravinski. De propina, Vänskä dirigió el Vals triste de Sibelius, que él describe como una danza de la muerte. Pidió a la audiencia que no aplaudiera; muchos fueron incapaces de aguantar las lágrimas.

### Tras el cierre
El 14 de enero de 2014, los músicos de la Orquesta de Minnesota anunciaron que habían llegado a un acuerdo de negociación colectiva con la Asociación de la Orquesta de Minnesota para acabar con el cierre patronal de 1 de febrero de 2014. Los conciertos se reanudaron en el Orchestra Hall en febrero. El 24 de abril de 2014, se anunció que Osmo Vänskä iba a regresar a su puesto como director musical para las temporadas 2014-15 y 2015-16.
En mayo de 2015 la Orquesta de Minnesota tocó en Habana, Cuba, como resultado del deshielo cubano, convirtiéndose en la primera orquesta profesional de los Estados Unidos que tocaba en Cuba desde 1999.

### Recepción
La orquesta se ha ganado una considerable reputación, incluyendo un 2010 descripción de Alex Ross del The New Yorker que la orquesta sonaba, en una noche en particular, como «la mejor orquesta del mundo».

## Personal artístico

### Directores musicales
- Emil Oberhoffer (1903–22)
- Henri Verbrugghen (1923–31)
- Eugene Ormandy (1931–36)
- Dimitri Mitropoulos (1937–49)
- Antal Doráti (1949-60)
- Stanislaw Skrowaczewski (1960–79)
- Neville Marriner (1979–86)
- Edo de Waart (1986–95)
- Eiji Oue (1995–2002)
- Osmo Vänskä (2003–13; 2014–)[1]

## Grabaciones destacadas
La orquesta comenzó sus primeras grabaciones en 1924, y produjo algunas que son un hito. Entre estas se incluye la primera grabación eléctrica de la Sinfonía «Resurrección» de Mahler con Eugene Ormandy, quien grabó ampliamente con la orquesta para la RCA Victor en la década de 1930. En la década de 1940, la Minneapolis Symphony fue contratada por Columbia Records, y realizó una serie de registros con Ormandy, el sucesor de Dimitri Mitropoulos. Estos incluyen el la primera grabación de la Primera sinfonía de Mahler. De 1954 a 1955, la agrupación hizo las primeras grabaciones completas de los tres ballets de Chaikovski: El lago de los cisnes, La bella durmiente y El cascanueces , bajo la batuta de Antal Doráti. En el año 1954, también hizo la primera grabación de la Obertura 1812 de Chaikovski que incluía disparos reales de cañón, de nuevo bajo la dirección de Doráti. Estas grabaciones fueron hechas por Mercury Records como parte de la colección Presencia Viva. En la década de 1970, como Minnesota Orquesta efectuó una serie de grabaciones para Vox Records bajo la dirección de Stanislaw Skrowaczewski. En la década de 1990, la orquesta grabó para el sello Reference Recordings bajo la dirección del director de la música Eiji Oue. Más recientemente Osmo Vänskä ha llevado a cabo un ciclo completo de las sinfonías de Beethoven y Sibelius, ambas para la casa discográfica sueca BIS. Su grabación de la Novena sinfonía de Beethoven, con la Minnesota Chorale, fue nominado al Premio Grammy para la Mejor interpretación Orquestal en 2007, al igual que su grabación la Segunda y Quinta sinfonías de Sibelius en 2012. El 26 de enero de 2014, la Orquesta de Minnesota y Vänskä ganarpm el Premio Grammy a la Mejor interpretación Orquestal para su grabación de la Primera y Cuarta sinfonías de Sibelius. En enero de 2015, la orquesta anunció que iba a completar el ciclo de las sinfonías de Sibelius, que se estrenará en 2016.

## Festival de verano
Iniciado en 1980 con Leonard Slatkin al mando de la orquesta, el festival de verano ha sido conocido por varios nombres, comenzando con «Viennese Sommerfest», cambió a «MusicFest» en el año 2001, y, finalmente, volvió a «Sommerfest» en 2003. Los conciertos del Sommerfest se celebran en el Orchestra Hall durante un período de cuatro semanas en verano. La orquesta también ofrece de forma gratuita música en vivo en la plaza que antecede al Hall y después de cada espectáculo, en géneros que van del folk al jazz o la polka. Slatkin fue director musical de la Sommerfest de 1980 a 1989. Desde 2003, Andrew Litton ha sido director musical, y en junio de 2008, su contrato en este cargo se extendió a 2011.